# Tim Follin
Timothy John Follin, detto Tim (St Helens, 19 dicembre 1970), è un compositore britannico autore di numerose colonne sonore di videogiochi per diverse console.

## Biografia
È il fratello minore di Geoff e Mike, entrambi compositori di colonne sonore per videogiochi. È sposato con figli.

## Videogiochi
- Subterranean Stryker (1985)
- Star Firebirds (1985)
- Vectron (1985)
- Future Games (1986)
- Agent X (1986)
- The Sentinel (1987)
- Chronos (1987)
- Target Renegade (1988)
- Black Lamp (1988)
- Star Paws (1988)
- Butasan (1988)
- Peter Pack Rat (1988)
- Flying Shark (1988)
- Target Renegade (1988)
- LED Storm (1988)
- Qix (1989)
- Solstice (1990)
- Silver Surfer (1990)
- The NewZealand Story (1991)
- Treasure Master (1991)
- Gauntlet III: The Final Quest (1991)
- Super Off Road (1992)
- Plok (1993)
- Rock N' Roll Racing (1993)
- Ecco the Dolphin: Defender of the Future (2000)
- Ford Racing 2 (2003)
- Ford Racing 3 (2004)